# Bürgschaft für ein Jahr
Bürgschaft für ein Jahr ist ein vom DEFA-Studio für Spielfilme produzierter Film. Im Jahr 1981 verfilmte der Regisseur Herrmann Zschoche den gleichnamigen Roman von Tine Schulze-Gerlach. Seine Premiere hatte der Film in der DDR am 17. September 1981 und in der Bundesrepublik Deutschland im Februar 1982 auf den Internationalen Filmfestspielen in Berlin.

## Handlung
Seit ihrer Scheidung vor drei Jahren kommt Nina Kern mit ihrem Leben nicht mehr klar. Sie geht keiner geregelten Arbeit mehr nach, verbringt die Nächte mit Feiern und Zechtouren und vernachlässigt ihre Kinder Jaqueline, René und Mireille. Die junge, alleinerziehende Mutter will ihren drei Kindern eine gute Mutter sein, ihrer Arbeit in einer Putzbrigade der U-Bahn gewissenhaft  nachgehen und ein geregeltes Leben führen, doch das gelingt ihr nicht. Zwei der Kinder sind bereits verhaltensgestört. Die Jugendhilfe entzieht ihr das Sorgerecht und die Kinder kommen, per einstweiliger Verfügung, in ein Kinderheim.
Nina will mit Hilfe von Freunden, Nachbarn und Kollegen versuchen, ihre Situation und ihr Leben wieder in Ordnung zu bringen. Sie beginnt, um ihre Kinder zu kämpfen.
Von Amts wegen werden ihr dafür zwei Bürgen, der Bauingenieur Peter Müller und die Musiklehrerin Irmgard
Behrend zur Seite gestellt. Sie sollen dafür sorgen, dass Nina sich bewährt. Sie erreichen, dass Ninas jüngstes Kind Mireille zunächst probeweise wieder bei der Mutter wohnen darf.
Nach einer darauffolgenden unglücklichen und gescheiterten Liebesgeschichte, die sie kurzzeitig wieder in den Alkohol flüchten lässt, wird Nina mit Hilfe von Irmgard Behrend klar, dass sie endlich Verantwortung für ihr Leben und ihre Kinder übernehmen muss.
Nina findet mit ihren Bürgen einen Kompromiss, gibt ihre älteste Tochter Jaqueline zur Adoption frei und versucht, für René und Mireille von nun an eine verantwortungsvolle Mutter zu sein.

## Kritik
- „Ein ungeschönter, intensiver Film mit einer großartigen Katrin Saß.“ (Progress Film-Verleih)
- „Die Wahrhaftigkeit dieses Films ist ein Verdienst des Regisseurs. Zschoche bagatellisiert nicht menschliche Probleme, er gerät aber eben so wenig ins blinde Eifern. Die Erzählperspektive ist die eines sachlichen, wenn auch sympathisierenden Beobachters.“ (Henryk Goldberg, „Neues Deutschland“, 20. September 1981)
- „Herrmann Zschoche inszenierte. Ohne alle Tünche ist sein neuer Film nüchtern, ernüchternd, unbequem für jeden, der mit- und weiterdenkt.“ (Günter Sobe, „Berliner Zeitung“, 29. September 1981)

## Auszeichnungen
- Preis der Filmkritik der DDR „Große Klappe“ in der Kategorie Bester Film für Regisseur Herrmann Zschoche
- Internationale Filmfestspiele Berlin 1982: Silberner Bär für Katrin Saß als Beste Darstellerin
- Deutsche Film- und Medienbewertung (FBW): Prädikat Wertvoll
- Preis der OCIC (internationales katholisches Filmbüro)